# Hörgársveit
Hörgársveit – gmina w północnej Islandii, w regionie Norðurland eystra, położona w południowo-wschodniej części półwyspu Tröllaskagi. Obszar gminy pokrywa się nieomal dokładnie z dorzeczem rzeki Hörgá, od której wzięła się jej nazwa. Obejmuje tym samym dwie głębokie doliny rzeczne: Hörgárdalur i Öxnadalur (płynie w niej rzeka Öxnadalsá, dopływ Hörgá). Doliną Öxnadalur biegnie droga krajowa nr 1. Między obiema dolinami znajduje się charakterystyczny szczyt górski Hraundrangi. 

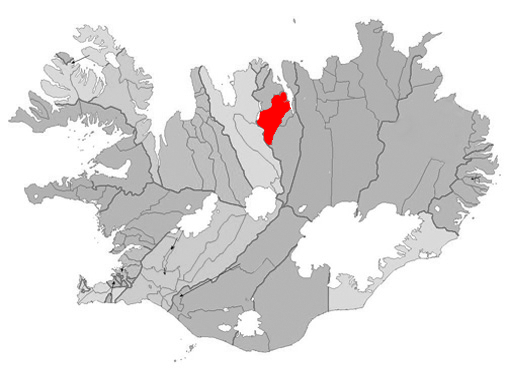
Położenie gminy Hörgársveit na mapie administracyjnej kraju

Gmina powstała w 2001 roku z połączenia gmin Skriðuhreppur, Öxnadalshreppur i Glæsibæjarhreppur, nosząc wówczas nazwę Hörgárbyggð. W 2010 roku dołączono kolejną gminę Arnarneshreppur, zmieniając nazwę na obecną.
Gminę zamieszkuje około 600 osób (2018), głównie w postaci rozproszonego osadnictwa w obu dolinach. Jedyną większą osadą w gminie jest Lónsbakki, położona na przedmieściach Akureyri (102 mieszk.). Mniejszym skupiskiem ludności jest osada Hjalteyri, położona nad zatoką Eyjafjörður.